# Ola Tidman
Ola Tidman est un footballeur suédois né le 11 mai 1979 à Malmö. Il joue au poste de gardien de but.
Il possède deux sélections en équipe de Suède espoirs.

## Carrière
- 1998-2000 : Malmö FF -  Suède
- 2000-2001 : La Gantoise -  Belgique
- 2001-2002 : RAA Louviéroise -  Belgique
- 2002-2003 : Stockport County -  Angleterre
- 2003-2005 : Sheffield Wednesday -  Angleterre
- 2005-2007 : FC Midtjylland -  Danemark
- 2007-2008 : Derry City FC -  Irlande du Nord (joue en  Irlande)
- →2008 : Kongsvinger IL -  Norvège
- 2008-2009 : AB Copenhague -  Danemark
- 2009- : IF Limhamn Bunkeflo -  Suède